# Roy Dotrice

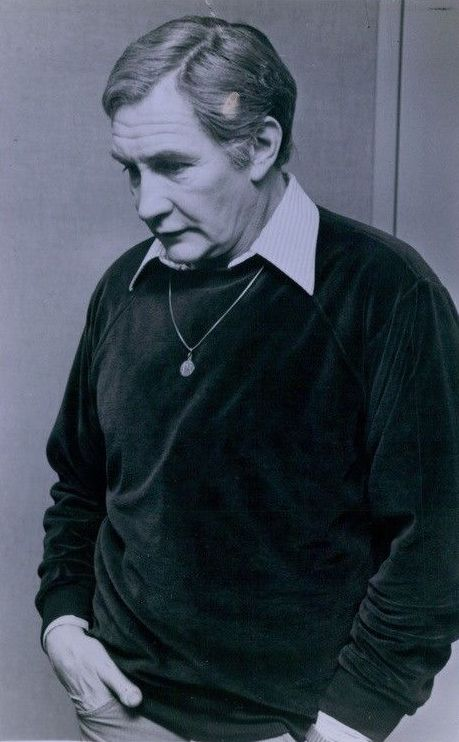
Dotrice en 1981.

Roy Dotrice (Guernsey, Bailía de Guernsey. 26 de mayo de 1923-Londres, 16 de octubre de 2017) fue un actor británico. Interpretó al anticuario John Aubrey en la obra solista Brief Lives. Ganó un premio Tony por su actuación en la reposición de Broadway de 2000 de A Moon for the Misbegotten, y también apareció como Leopold, el padre de Wolfgang Amadeus Mozart, en la película Amadeus (1984), Charles Dickens en la miniserie televisiva Dickens of London (1984) y Jacob Wells "Padre" en la serie La Bella y la Bestia.
Más adelante, narró una serie de audiolibros para la serie de fantasía épica de George R. R. Martin, Canción de hielo y fuego, por la que ostenta el récord Guinness de mayor número de voces de personajes de un único individuo para un audiolibro.

## Vida y carrera
Dotrice nació en Guernsey, Bailía de Guernsey el 26 de mayo de 1923 de Neva (de soltera, Wilton; 1897-1984) y Louis Dotrice (1896-1991). Se desempeñó como operador inalámbrico/artillero aéreo con la Royal Air Force durante la Segunda Guerra Mundial, y fue encarcelado en un campo de prisioneros de guerra alemán de 1942 a 1945, cuando después de ser derribado en un Avro Manchester R5840 del Escuadrón N.º 106 con base en Coningsby, los siete miembros de la tripulación fueron hechos prisioneros de guerra.

### Radio
Dotrice fue la voz del "Subsecretario Permanente Sir Gregory Pitkin" en los primeros episodios de la comedia de larga duración de BBC Radio The Men from the Ministry. Ronald Baddiley lo sucedió en el papel. También interpretó al cuidador Ramsay junto a Patricia Hayes en la comedia de Radio 2 Know Your Place.

### Teatro
Dotrice era miembro de la Royal Shakespeare Company y a principios de la década de 1960 interpretó diversos papeles, incluido Calibán en La tempestad, siendo Próspero Tom Fleming (director: Peter Brook), John of Gaunt y Hotspur siendo Ricardo II interpretado por David Warner y Justice Shallow, junto a Hugh Griffith como Falstaff en Enrique IV, y luego Eduardo IV en el ciclo de Shakespeare adaptado por Hall/Barton The Wars of the Roses, más tarde transmitido por la BBC.
Dotrice interpretó el papel de John Aubrey en Brief Lives, una obra unipersonal ideada y dirigida por Patrick Garland en la que ocupó el escenario durante casi tres horas (incluido el intervalo durante el cual fingía dormir). Estrenada en 1967 en el Hampstead Theatre de Londres, la obra posteriormente realizó una gira por Inglaterra, antes de dos producciones en Broadway. En 1968 se trasladó al Criterion Theatre en el West End, donde actuó en 400 funciones antes de trasladarse al Mayfair Theatre. Repitió el papel en 2008, nuevamente bajo la dirección de Patrick Garland.
Estas giras, combinadas con una extensa gira internacional, le valieron a Dotrice un lugar en el Libro Guinness de los récords por el mayor número de actuaciones en solitario (1.782).
Sus otras producciones unipersonales incluyeron Mister Lincoln en 1979 y Churchill en 1982, ambas estrenadas en Washington, D. C. en el Teatro Ford.
En 1984 protagonizó junto a Rosemary Harris una producción de Hay Fever de Noël Coward. Apareció en la producción teatral de White Christmas de Irving Berlin en el teatro The Lowry de Salford desde noviembre de 2009 hasta enero de 2010.

### Televisión
En la década de 1970, Dotrice interpretó a Charles Dickens en la miniserie de televisión Dickens of London. También apareció como Albert Haddock en la adaptación televisiva de la BBC de Misleading Cases de A. P. Herbert en 1971. En 1972 interpretó al Curé Ponosse en la adaptación televisiva de Clochemerle (1972) de la BBC2.
Dotrice interpretó al "Padre" de una comunidad oculta en los subterráneos neoyorquinos en la serie de televisión de los años 80 La Bella y la Bestia y al padre Gary Barrett, un sacerdote católico, en la serie de los años 90 Picket Fences. Su carrera como actor comienza en 1945 en una revista llamada Back Home, interpretada por ex prisioneros de guerra a favor de la Cruz Roja. En un episodio de Angel (1999), parte del Buffyverso, interpretó el papel de Roger Wyndam-Pryce, el autoritario padre del personaje Wesley Wyndam-Pryce. Un papel anterior de ciencia ficción fue el del comisionado Simmonds en dos episodios de la serie de los años 70 Space: 1999. En 1998, Dotrice apareció en tres episodios de la serie Hercules: The Legendary Journeys como Zeus.

### Game of Thrones
En junio de 2010 se anunció que Dotrice interpretaría el papel del Gran Maestre Pycelle en la serie de televisión de HBO Juego de Tronos, una adaptación de los libros Canción de hielo y fuego de George R. R. Martin. Más tarde se retiró del papel por razones médicas y Julian Glover fue elegido en su lugar.
Poco después de que comenzara el rodaje de la segunda temporada, se confirmó que Dotrice volvería a interpretar a "Wisdom Hallyne the Pyromancer", quien aparece en los episodios "The Ghost of Harrenhal" y "Blackwater".

### Radio
En 1982, BBC Radio 4 transmitió la lectura de Dotrice de la novela de G. B. Edwards The Book of Ebenezer Le Page en veintiocho partes de 15 minutos en su segmento Woman's Hour. Posteriormente, el productor escribió que la serialización fue "sin lugar a dudas la serie más popular que he hecho de las aproximadamente 500 que he producido en los últimos 21 años". ...".
Posteriormente interpretó "The Islander", una versión teatral de la novela, con éxito de crítica en el Theatre Royal Lincoln. En 2012, AudioGO produjo una grabación completa e íntegra de Ebenezer Le Page, que está disponible en Audible.
Dotrice grabó audiolibros para cada libro de la serie Canción de hielo y fuego de George R. R. Martin. En 2011 obtuvo el récord mundial de mayor número de voces de personajes en un audiolibro por su grabación de Juego de Tronos, que contenía 224.
Dotrice también narró muchas adaptaciones de libros de cuentos para Disney Records, incluidas La Sirenita y Heffalump de Pooh: The Movie, por la que fue nominado a un premio Grammy.

## Vida personal y muerte
Dotrice estuvo casado con Kay Newman (1929-2007), actriz de teatro y televisión, desde 1947 hasta su muerte en 2007. Tuvieron tres hijas, Michele, Yvette y Karen, todas las cuales actuaron en distintos momentos de sus vidas. Era suegro de los actores Edward Woodward (por Michele) y Alex Hyde-White (por Karen).
Dotrice fue nombrado Oficial de la Orden del Imperio Británico (OBE) en los Honores de Año Nuevo de 2008. Murió a la edad de 94 años el 16 de octubre de 2017 en Londres; no se dio ninguna causa.

## Filmografía

### Cine y televisión
- The Adventure (película para televisión, 1957) – Marinero
- Treasure Island (miniserie de televisión, 1957) – Abe Gray
- A Midsummer Night's Dream (película para televisión, 1959) –  Egeo
- Los héroes de Telemark (1965) – Jensen
- A.P. Herbert's Misleading Cases (1967-1971, serie de televisión) (19 episodios en 3 temporadas)
- A Twist of Sand (1968) – David Garland
- Lock Up Your Daughters (1969) – Gossip
- Toomorrow (1970) – John Williams
- The Buttercup Chain (1970) – Martin Carr-Gibbons
- Nicolás y Alejandra (1971) – General Alexeiev
- Tales From The Crypt (1972) – Charles Gregory (segmento 4 "Wish You Were Here")
- Hide and Seek (1972) – Mr Grimes
- Clochemerle (1972) – Curé Ponosse
- Space: 1999 (1975, serie de televisión) – Notario Simmonds
- Dickens of London (1976, serie de televisión) – Charles Dickens/Mr John Dickens
- Sykes (1976, serie de televisión) – The Tramp
- Saturno 3 (1980, doblaje de la voz de Harvey Keitel) – Benson (voz, sin acreditar)
- Magnum, P.I. (1981, Tropical Madness) – Harcourt
- Family Reunion (1981) – Lester Frye
- Cheech & Chong's The Corsican Brothers (1984) – El malvado cabrón/El viejo carcelero
- Amadeus (1984) – Leopold Mozart
- Eliminators (1986) – Abbott Reeves
- Shaka Zulu (1986, serie de televisión)
- The Wizard (1986, serie de televisión) – Troyan
- Faerie Tale Theatre: "The Dancing Princesses" y "Rip Van Winkle" (1987, serie de televisión) – El Rey/Peter Vanderdonk
- La Bella y la Bestia (1987-90, TV serie de televisión) – Jacob "Padre"
- Suburban Commando (1991) – Zanuck
- The Cutting Edge (1992) – Anton Pamchenko
- Picket Fences (1992-1995, serie de televisión) – Father Gary Barrett
- Going to Extremes (1992, serie de televisión) – Doctor Croft
- Children of the Dark (1994, TV) – Dr Burnham
- Swimming with Sharks (1994) – Cyrus Miles
- Babylon 5: "The Fall of Night" (1995, TV) – Frederick Lantz
- The Scarlet Letter (1995) – Rev Thomas Cheever
- Mr. & Mrs. Smith (1996; serie de televisión) – Mr Big
- Like Father, Like Santa (1998, serie de televisión) – Ambrose Booth
- Sliders (1999, serie de televisión) – Marc LeBeau/The Seer/Archibald Chandler
- Madigan Men (2000, serie de televisión) – Seamus Madigan
- Alien Hunter (2003) – Dr John Bachman
- Angel (2003, serie de televisión) – Roger Wyndam-Pryce
- Life Begins (2004; serie de televisión)
- La Femme Musketeer (2004, miniserie de televisión) – Comandante Finot
- These Foolish Things (2006) – Lord Carter
- Played (2006) – Jack Rawlings
- Go Go Tales (2007) – Jay
- Hellboy II: The Golden Army (2008) – Rey Balor
- Game of Thrones (2012, serie de televisión) – Hallyne

- Fuentes:[3][6][10][20][21][22]

### Actuación de voz
- Watership Down (audiolibro)
- Robin Hood (serie de televisión)
- The Prince and the Pauper (audiolibro)
- Batman: The Animated Series: "The Lion and the Unicorn" como Frederick
- Spider-Man (serie de televisión) como Keene Marlow/El Destructor
- The Book of Ebenezer Le Page (audiolibro)
- The Death Gate Cycle Vol. 4: Serpent Mage (audiolibro)
- A Song of Ice and Fire series (audiolibro)

- Fuentes:[3][10][20][21][22]